# Карвалью, Мигель
Мигель Карвальо Вианна (исп. Miguel Carvalho Vianna; род. 9 марта 2005, Курвелу) — испанский футболист, полузащитник клуба «Эспаньол B».

## Клубная карьера
Карвалью — воспитанник клубов «Барселона» и «Эспаньол». 5 сентября 2021 года в поединке против «Нумансии» игрок дебютировал за дублирующий состав последних.

## Международная карьера
В 2022 году в составе юношеской сборной Испании Карвалью принял участие в юношеском чемпионате Европы в Израиле. На турнире он сыграл в матчах против команд Турции, Бельгии, Сербии, Португалии.
В 2024 году в составе юношеской сборной Испании Карвалью принял участие в юношеском чемпионате Европы в Северной Ирландии. На турнире он сыграл в матче против сборной Турции.

## Достижения
Международные
 Испания (до 19)
- Победитель юношеского чемпионата Европы — 2024